# Моран-Солније MS.225
Моран-Солније MS.225 (фр. Morane-Saulnier MS.225) је француски ловачки авион. Први лет авиона је извршен 1933. године. 

Највећа брзина авиона при хоризонталном лету је износила 328 km/h.
Распон крила авиона је био 10,5 метара, а дужина трупа 7,24 метара.

## Наоружање
| Наоружање авиона: Моран-Солније |          |
| Ватрено (стрељачко) наоружање   |          |
| Топ                             |          |
| Митраљез                        |          |
| Број и ознака митраљеза         | 2 Викерс |
| Калибар                         | 7,7      |
| Бомбардерско наоружање (бомбе)  |          |
| Ракетно наоружање (ракете)      |          |